# Fruitless
Fruitless (fru) – gen Drosophila melanogaster kodujący kilka wariantów domniemanego czynnika transkrypcyjnego. Normalne funkcjonowanie fruitless konieczne jest dla właściwego rozwoju pewnych cech anatomicznych, jak np. neurony motoryczne unerwiające mięśnie skrzydeł, niezbędne w zalotach. Gen ten nie ma oczywistego homologa u ssaków. Wydaje się, że funkcjonuje w determinacji płci również u innych muchówek, jak komar Anopheles gambiae
Gen fruitless stanowi przykład, w jaki sposób gen bądź grupa genów może regulować rozwój lub funkcję neuronów zaangażowanych w zachowania wrodzone. Badania fruitless zdobyły uwagę prasy popularnej, prowokując dyskusję na temat genetyki ludzkiej orientacji seksualnej oraz takich zachowań, jak agresja specyficzna dla danej tożsamości płciowej.

## Funkcja
Samce muszek owocowych z mutacją genu fruitless wykazują zmienione zachowania płciowe. Zaloty owocówek obejmują złożony rytuał inicjowany przez samca. Przy mutacji allelu fru może on być na wiele sposobów zniekształcony; fru okazuje się niezbędny na każdym etapie rytuału. Niektóre allele uniemożliwiają zaloty w ogólności. Inne zaburzają poszczególne elementy zalotów. Zwraca uwagę, że mutacje utraty funkcji zaburzają preferencje seksualne.
Choć wiele genów okazało się odgrywać role w męskich zalotach, gen fruitless pozostaje godzien uwagi z powodu występującego w nim alternatywnego splicingu zależnego od płci. Jeśli samica wytwarza produkt genu typowy dla samca, to zachowuje się jak samiec. Samce nieprodukujące typowego dla nich produktu genu nie zalecają się do samic, są bezpłodne.
Gen fruitless posiada przynajmniej 4 promotory. Użycie każdego z nich powoduje powstanie białka posiadającego domenę BTB (Broad complex/tramtrack/bric-a-brac) i motyw palca cynkowego. Alternatywny splicing zachodzi na obu końcach (5' i 3'). Występuje kilka różnych wariantów, odmiennych od wariantów splicingowych typowego dla samców i typowego dla samic. Gen fruitless kontroluje także ekspresję setek innych genów, wśród których także mogą się znajdować geny odpowiedzialne za regulację zachowania.

## Nazwa
Wczesne prace nazywały rzeczony gen mianem fruity, tworzącym grę słów z popularną nazwą D. melanogaster: fruit fly – muszka owocowa, jak również slangowym określeniem osoby homoseksualnej. Wraz ze zmianą postaw społecznych w stosunku do homoseksualizmu fruity zaczęto uznawać za zbyt obraźliwą, niepoprawną politycznie. Dlatego gen zaczęto określać mianem fruitless, nawiązując do braku potomstwa jego zmutowanych nosicieli.